# 法觀寺
法觀寺（ほうかんじ）是位在日本京都府京都市東山區的臨濟宗建仁寺派寺院。山號「靈應山」（れいのうざん）。本尊五智如來、傳說開基（創立者）為聖德太子。五重塔通稱「八坂之塔」，是東山一帶的象徵。

## 历史
法觀寺历史悠久。据传，圣德太子于592年修建了这座寺院。五重塔在平安时代末期曾在清水寺与祇园社（即八坂神社）之间的争斗中被焚毁，随后于1191年得以重建。然而，塔在1291年因雷击再次被毁。1309年，在后宇多天皇的帮助下，塔得以重建。现存的塔在1436年被火灾摧毁，直至1440年，足利义教的援助使得塔得以重新建成。

## 周邊
- 高台寺
- 圓德院
- 靈山觀音
- 清水寺

## 關連項目
- 建仁寺